# Johannes Neldel
Johannes Neldel (auch: Johann Neldelius; * 1554 in Großglogau; † 12. Februar 1612 in Leipzig) war ein deutscher Rhetoriker, Logiker, Rechtswissenschaftler  und Philosoph.

## Leben
Der Sohn des Mathias Neldel und dessen Frau Apollonia (geb. Axter) begann seine Ausbildung zunächst in seiner Heimatstadt und setzte sie 1567 an der kurfürstlich sächsischen Landesschule Pforta fort. Er  kam 1571 an die Universität Leipzig, wo er bei Joachim Camerarius dem Älteren, Simon Simonius sowie Gregor Bersman studierte und 1575 den akademischen Grad eines Magisters an der philosophischen Fakultät erwarb. 1576 wurde er als Kollegiat in das Große Fürstenkollegium aufgenommen. Er beschäftigte sich neben der aristotelischen Philosophie mit medizinischen und juristischen Studien. 
1586 erhielt er in Leipzig die Professur der Rhetorik übertragen, übernahm 1588 die Professur der Aristotelischen Logik und wurde zugleich zum Inspektor der Schulen in der Provinz ernannt. In seinem Lehramt folgte er der paduanisch-aristotelischen Methodenlehre und entwickelte als einer der bedeutendsten Logiker der Jahrhundertwende die Aristotelische Logik zu einer allgemeinen Beweistheorie. Neldel war auch an den organisatorischen Aufgaben der Leipziger Hochschule beteiligt. So versuchte er 1593 als Dekan der philosophischen Fakultät eine Studienreform zu erreichen und verwaltete in den Wintersemestern 1594 und 1610 das Amt des Rektors der Alma Mater. Er starb als Senior und Decemvir der Akademie.

## Werke
Seine Erstlingsschrift Copulatio animae et corporis (Leipzig 1576, Online) bewegt sich lediglich in der platonisch-aristotelischen Schultradition. Das Schediasma prodromi solidioris ... de universa rhetoricae natura disputationis (Leipzig 1587, Online), welches wegen mancher Eigenheiten von den Philippisten scharf angegriffen wurde, verfolgte nur das praktische Ziel der Rhetorik. Die gleiche Tendenz liegt auch der Hauptschrift Neldel’s zu Grunde: Pratum logicum seu praxis et usus organi Aristotelici (1607, die 2. von Heinrich Crell besorgt und von Hermann Conring, mit einer Vorrede eingeleitete Auflage aus dem Jahr 1666 hat den Titel Institutio de usu organi Aristotelici in disciplinis omnibus), worin die Lehre des Aristoteles von den verschiedenen Arten des Beweisverfahrens sachgemäß dargestellt ist und hierauf eigene Abschnitte die Praxis der Logik in Medizin, Jura und Theologie entwickeln. Außerdem gab er 1598 von Johannes Franciscus Ripa (Jurist-1535) den Tractatus iuridicus et politicus de peste (Online) heraus. Erst nach seinem Tode  erschien 1613 sein Commentarius in titulum Digestorum de regulis iuris, worin er seine genauen Kenntnisse der Pandekten kund gibt.

## Familie
Neldel war ab dem 27. Oktober 1589 mit Anna (* 13. Mai 1566 in Leipzig; † 10. Dezember 1629 ebenda) verheiratet, der Tochter des Handelsmannes Johann Lebzelter und dessen Frau Magdalena, die Tochter des Leipziger Bürgers Wolff Haselach. Aus der Ehe gingen zwei Söhne und drei Töchter hervor, wovon nur zwei Töchter die Mutter überlebten. Eine Magdalene heiratete den Leipziger Handelsmann Hans Schneider und eine andere Tochter, Elisabeth, heiratete 1619 den späteren Superintendenten von Torgau Johann Winter (* 14. September 1585 in Naumburg; † 26. März 1629 in Torgau).